# Тараво
Тараво (фр. Taravo корс. Tàravu) — річка Корсики (Франція). Довжина 65,6 км, витік знаходиться на висоті 1 580 метрів над рівнем моря на схилах гори Монте Гроссо (Monte Grosso) (1895 м). Впадає в Середземне море.
Протікає через комуни: Пальнека, Коццано, Чіаманначче, Цикаво, Самполо, Гуїтера-ле-Бен, Коррано, Олівезе, Цевако, Форчйоло, Арджуста-Мориччо, Цильяра, Мока-Кроче, Петрето-Біккізано, Урбалаконе, Гуаргуале, Піла-Канале, Коньйоколі-Монтіккі, Казалабрива, Соллакаро, Серра-ді-Ферро, Ольмето і тече територією департаменту Південна Корсика та кантонами: Петрето-Біккізано (Petreto-Bicchisano), Цикаво (Zicavo), Санта-Марія-Сіше (Santa-Maria-Siché ), Ольмето (d'Olmeto).